# Anoia
Anoia é uma comuna italiana da região da Calábria, província de Reggio Calabria, com cerca de 2.378 habitantes. Estende-se por uma área de 10 km², tendo uma densidade populacional de 238 hab/km². Faz fronteira com Cinquefrondi, Feroleto della Chiesa, Giffone, Maropati, Melicucco, Polistena.

## Demografia
| Variação demográfica do município entre 1861 e 2011                               |
|                                                                                   |
| Fonte: Istituto Nazionale di Statistica (ISTAT) - Elaboração gráfica da Wikipedia |